# 트리플 H
트리플 에이치(Triple H, 1969년 7월 27일 ~ )는 미국의 남자 전 프로레슬링선수자 WWE의 COO다. 미국 뉴햄프셔주 내슈아라는 있다고 한다. 한때 WWF 예전에는 링네임은 헌터 허스트 햄즐리(Hunter Hearst Helmsley)이지만 1995년 ~ 1997년까지 활동을 하다가 1997년에서는 WWF/WWE 링네임이 트리플 에이치(Triple H)로 부르기도 하지만 결국은 그렇게 활동을 하고 있다. 더 게임이라는 별명을 가졌으며 1992년 프로레슬링 입문을 했다. 통산 14회 월드 챔피언으로 (WWF/WWE 챔피언 9회나 WWE 월드 헤비 웨이트 챔피언 5회) 북미 메이저 프로레슬링선수들 중 세 번째로 많은 월드 챔피언 횟수를 보유하고 있었다. 현재 그 기록은 존 시나가 갱신하였다. 피니쉬는 페디그리(더블 언더훅 페이스버스터), 백브레이커 랙 드롭, 백 엘보우 스매쉬, 보스턴 크랩, 크루시픽스 파워밤, 데스 벨리 드라이버, 펄링 파워슬램, 포어암 클럽, 길로틴 초크, 인버티드 인디언 데스락, 점핑 포어암 드롭, 페디그리 퍼펙션(커터), 펌프핸들 슬램, 런닝 헤드벗 드롭, 슬랫지해머 샷이다.(주로 자주 사용을 하는데 이걸로 한방에 보낼 수 있다고 한다.) 시그니처는 스파인버스터와 페이스브레이커 니 스매쉬, 플로잉 디디티나 하이 니도 사용을 한다. 로우 블로우도 주로 자주 사용한다. 본명은 폴 마이클 레베크(Paul Michael Levesque)다. 숀 마이클스와 함께 DX(디 제너레이션 엑스)의 주 멤버였다. 키는 190cm(6 ft 3 in)에다가 몸무게는 115.6kg(254 lb)나가는 거대한 체격이다. 한때는 헬스에서 운동을 하는 사람이었다고 한다.

## Professional wrestling highlights
- Finishing moves
  - backbreaker rack drop - 1992-1994
  - Back elbow smash - 1995-1997
  - Boston crab - 1992-1994
  - Crucifix powerbomb - 1994-1995
  - Death valley driver - 1997-1999
  - Falling powerslam - 1995-1997
  - Forearm club - 1994-1995
  - Guillotine choke - 1995-present
  - Inverted Indian deathlock - 1994-1995
  - Jumping forearm drop - 1997-1999
  - Pedigree (Double underhook facebuster) - 1995-present
  - Pedigree Perfection (Cutter) - 1994-1995
  - Pumphandle slam - 1999-present
  - Running headbutt drop - 1992-1994
  - Sledgehammer shot - 1999-present
- Signature moves
  - Abdominal stretch
  - Arm-trap crossface
  - Chop block
  - Facebreaker knee smash
  - Figure four leglock
  - Flowing DDT
  - High knee
  - Jumping knee drop
  - Low blow
  - Mountain punch
  - Multiple clothesline variations
    - Jumping
    - Running
    - Short-arm

  - Multiple suplex variations
    - Full nelson
    - German
    - Vertical

  - Mutiple turnbuckle thrust
  - Neckbreaker slam
  - Pendulum backbreaker
  - Sleeper hold
  - Spinning spinebuster
- Managers
  - Chyna
  - Lord Steven Regal
  - Mr. Hughes
  - Mr. Perfect
  - "Ravishing" Rick Rude
  - Ric Flair
  - Sable
  - Shawn Michaels
  - Stephanie McMahon–Helmsley
  - Vince McMahon
- Entrance themes
  - "Blue Blood" by Jim Johnston (WWF; 1995-1996)
  - "Symphony No. 9" by Ludwig van Beethoven (WWF; 1996-1997)
  - "Break It Down" by The DX Band (WWF; used as a member of D-Generation X; 1997-1999; 2006-2007; 2009-2010)
  - "Corporate Player" by Jim Johnston (WWF; 1999)
  - "Higher Brain Pattern" by Jim Johnston (WWF; 1999)
  - "My Time" by The DX Band (WWF; used as a member of D-Generation X; 1999-2001)
  - "The Game" by Motörhead (WWF/WWE; 2001-present)
  - "Line in the Sand" by Motörhead (WWE; 2003-2005; 2014)
  - "King of Kings" by Motörhead (WWE; 2006-present)

## 수상
- 레슬러 오브 더 디케이드 (2010)
- 워스트 앵글 오브 더 이열 (2018) 숀 마이클스 vs 언더테이커 언드 케인
- IWF 헤비웨이트 챔피언 (1회)
- IWF 태그팀 챔피언 (1회) - 페리 세턴 (1회)
- 퓨드 오브 더 이열 (2004) vs 커트 앵글
- 퓨드 오브 더 이열 (2004) vs 크리스 벤와
- 퓨드 오브 더 이열 (2009) vs 랜디 오턴
- 퓨드 오브 더 이열 (2013) vs 다니엘 브라이언 에스 어 멤버 오브 더 오소리티
- 매치 오브 더 이열 (2004) vs 크리스 벤와 vs 숀 마이클스 엑트 WWE 레슬매니아 20
- 매치 오브 더 이열 (2012) vs 더 언더테이커 인 어 헬 인 어 셀 매치 엑트 WWE 레슬매니아 28
- 모스트 헤이터드 레슬러 오브 더 디케이드 (2000-2009)
- 모스트 헤이터드 레슬러 오브 더 이열 (2003-2005)
- 모스트 헤이터드 레슬러 오브 더 이열 (2013) 에스 어 멤버 오브 더 오소리티
- 모스트 헤이터드 레슬러 오브 더 이열 (2014) 스테파니 맥맨
- 레슬러 오브 더 디케이드 (2000-2009)
- 레슬러 오브 더 이열 (2008)
- 랭크드 넘버 1 오브 더 탑 500 싱글즈 레슬링 인 더 PWI 인 2000 언드 2009
- 랭크드 넘버 139 오브 더 탑 500 싱글즈 레슬링 오브 더 PWI 이열즈 인 2003
- WWF/WWE 챔피언 (9회)
- WWE 월드 헤비웨이트 챔피언 (구 버전) (5회)
- WWF/WWE 인터콘티넨탈 챔피언 (5회)
- WWF/WWE 유러피언 챔피언 (2회)
- WWE 태그팀 챔피언 (구 버전) (1회) - 숀 마이클스 (1회)
- WWF/WWE 월드 태그팀 챔피언 (구 버전) (2회) - 스톤콜드 스티브 오스틴 (1회), 숀 마이클스 (1회)
- 킹 오브 더 링 (1997)
- 로얄 럼블 (2002, 2016)
- 로드 투 레슬매니아 토너먼트 (2006)
- 세븐 트리플 크라운 챔피언
- 세컨드 그랜드 슬램 챔피언
- 슬래미 어워드 (3회)
  - 베스트 헤어 (1997)
  - 오 마이 갓 모먼트 오브 더 이열 (2011) 언더테이커 킥 아웃 툼스톤 파일드라이버 어겐스트 트리플 에이치 엑트 WWE 레슬매니아 27
  - 매치 오브 더 이열 (2012) vs 언더테이커 인 헬 인 어 셀 매치 엑트 WWE 레슬매니아 28
- WWE 헬 오브 페임 (클래스 오브 2019)
- 베스트 부커 (2015) - 라이언 워드
- 퓨드 오브 더 이열 (2000) vs 믹 폴리
- 퓨드 오브 더 이열 (2004) vs 크리스 벤와 언드 크리스 벤와
- 퓨드 오브 더 이열 (2005) vs 바티스타
- 레슬러 오브 더 이열 (2000)
- 모스트 디스거스티 프러모셔널 택틱 (2002) 어큐징 케인 어브 머더 언드 네크러필려
- 모스트 오버레이티드 (2002-2004, 2009)
- 리더즈 리스트 페이버리 레슬러 (2002, 2003)
- 워스트 오브 더 이열 (2002) vs 케인
- 워스트 오브 더 이열 (2006) - 숀 마이클스 vs 빈스 맥맨 언드 쉐인 맥맨
- 워스트 오브 더 이열 (2011) vs 케빈 내쉬
- 워스트 오브 더 이열 (2013) 에스 어 멤버 오브 더 어소리티 vs 빅 쇼
- 워스트 워크드 매치 오브 더 이열 (2003) vs 스캇 스타이너 엑트 WWE 로얄 럼블 2003
- 워스트 워크드 매치 오브 더 이열 (2008) vs 에지 언드 블라디미르 코즐로프 엑트 WWE 서바이버 시리즈 2008
- 워스트 매치 오브 더 이열 (2018) - 숀 마이클스 vs 언더테이커 언드 케인 WWE 크라운 주얼 2018
- 레슬링 옵저버 누즐레터 홀 오브 페임 (클래스 오브 2005)
- 유튜브 크리에이터 어워즈 레드 다이아몬드 버튼 (1억 구독자 이상, 2024년)[1]